# Fairfax (Californië)
Fairfax is een plaats (town) in de Amerikaanse staat Californië, en valt bestuurlijk gezien onder Marin County. Het is de enige plaats in de Verenigde Staten waar de Green Party een meerderheid in het bestuurscollege heeft.

## Demografie
Bij de volkstelling in 2000 werd het aantal inwoners vastgesteld op 7319.
In 2006 is het aantal inwoners door het United States Census Bureau geschat op 7120, een daling van 199 (-2,7%).

## Geografie
Volgens het United States Census Bureau beslaat de plaats een oppervlakte van
5,5 km², geheel bestaande uit land.

## Plaatsen in de nabije omgeving
De onderstaande figuur toont nabijgelegen plaatsen in een straal van 8 km rond Fairfax.